# Caloptilia plagata
Caloptilia plagata är en fjärilsart som först beskrevs av Henry Tibbats Stainton 1862.  Caloptilia plagata ingår i släktet Caloptilia och familjen styltmalar. Inga underarter finns listade i Catalogue of Life.